# Bohlenwege im Emsland

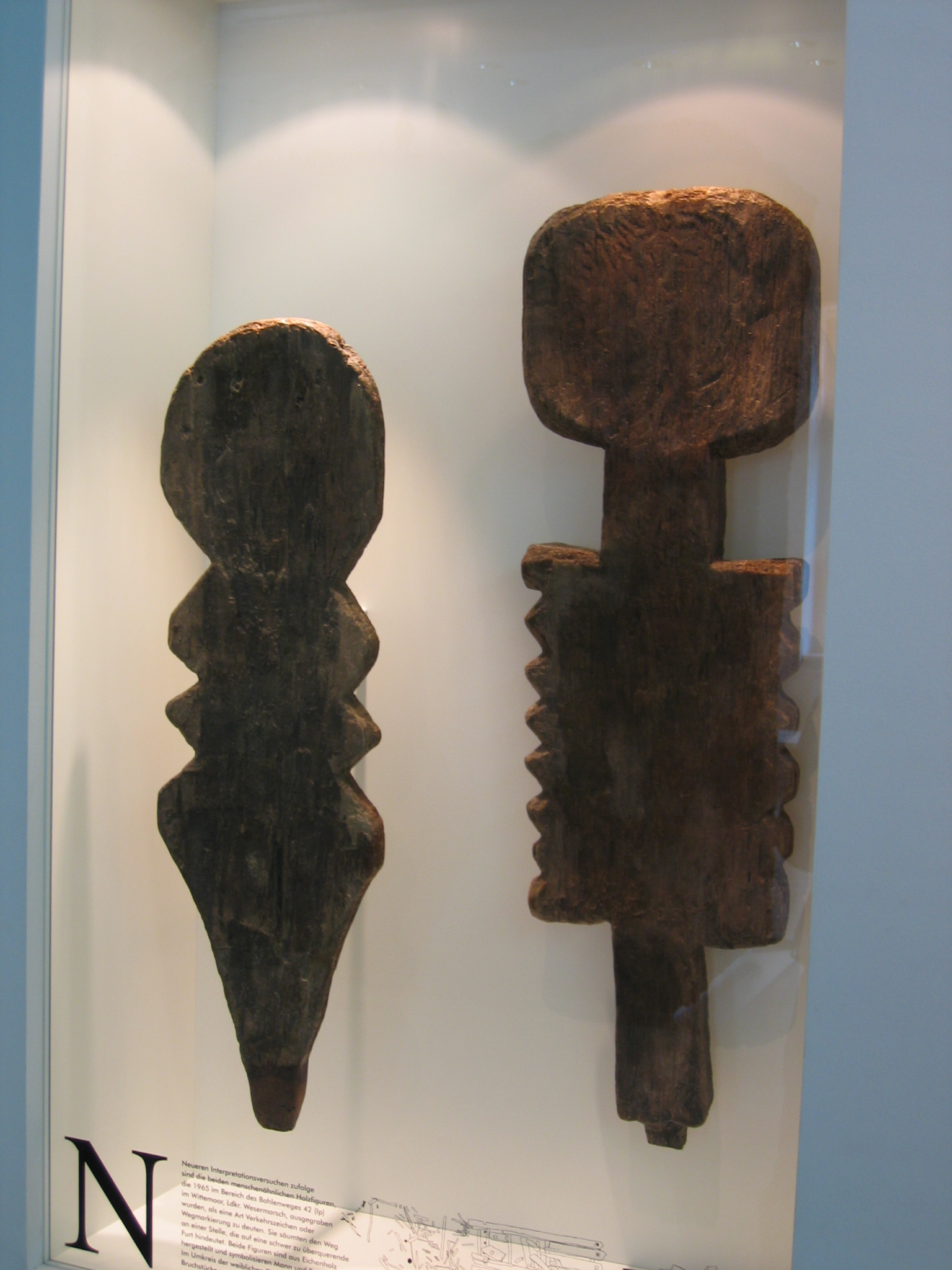
Idole aus dem Wittemoor

Vorgeschichtliche Bohlenwege im Emsland finden sich in den Hochmooren beiderseits der Ems. Links der Ems reicht das Bourtanger Moor, von schmalen, gestreckten Sandrücken unterbrochen, bis weit in die Niederlande hinein und endet am Hondsrug, einem bis zu 32 Meter hohen Höhenzug in den Provinzen Groningen und Drenthe. Von Norden nach Süden maß das Moor einst etwa 70 Kilometer, bei einer Breite von bis zu 15 Kilometern. Bei dieser Ausdehnung war es schwierig zu umgehen.
Menschen überquerten Moorgebiete dort, wo ihre Breite und der Aufwand gering waren. „Moorpässe“ wurden bereits in der Steinzeit genutzt. In trockenen Sommern konnte man das Moor überschreiten. In strengeren Wintern trug die vereiste Oberfläche sogar Vieh oder Fahrzeuge („Winterbahn“). Nässe dagegen machte die Querung unmöglich. Hölzerne Moorwege konnten indes permanent genutzt werden. Seit dem 4. Jahrtausend v. Chr. sind vorgeschichtliche Moorwege bekannt, die etwa 30 Jahre genutzt wurden, bevor sie überwucherten und in den neu gebildeten Torf eingebettet wurden. Breite sowie stegartige Wege wurden repariert und baulich gesichert. In Norddeutschland hat man bis ins 19. Jahrhundert hinein Moorwege gebaut und genutzt (holten straten – Holzstraßen).

## Emsland
Die ab dem 4. Jahrtausend v. Chr. verlegten Wege sind die ältesten jemals gefundenen Verkehrsverbindungen. Sie blieben erhalten, weil die großen Hochmoorkörper sie in Torf eingebettet und konserviert haben. Es sind aber nicht alle Bauten bekannt geworden. Es fällt auf, dass sich die Fundstellen zwischen den Orten Emmen und Valthe auf dem Hondsrug und Bourtange, Rütenbrock und Ter Apel, auf dem Westerwoldschen Sandrücken häufen. Dort sind jedoch keine prähistorischen Wohnplätze oder Siedlungen bekannt.

## Registrierung
Die Wege wurden bei der Aufnahme durch eine römische Zahl bezeichnet. Diese Zählung beginnt in den Niederlanden mit I, in Deutschland mit LI. Ihnen ist als Kennzeichnung des Fundgebietes die Abkürzung (Bou) (für Bourtanger Moor) angefügt. Rechts der Ems breitet sich ein Fundgebiet aus, das durch (Cl) gekennzeichnet wurde (für Cloppenburg). Dort setzt sich die Linie der zwischen Valthe und Rütenbrock erkannten Bohlenwege in der Tinner Dose zwischen Sprakel und Tinnen auf Sögel zu fort. Der Bohlenweg I (Cl) überbrückt im Nordteil der Tinner Dose einen deutlich erkennbaren Moorpass.

## Der Bohlenweg I (Bou)
Bauern berichteten dem niederländischen Ingenieur Karsten im Jahre 1818, sie seien westlich von Ter Apel im Moor auf Holzwege gestoßen. Er ließ sich die Fundstellen zeigen und eine Grube ausheben. Die flachliegenden Bohlen hielt er für untersuchenswert. Am Ende des besonders trockenen Sommers konnte er den Verlauf des Moorweges aufspüren und seine Bauweise in 20 Gruben untersuchen. Es zeigte sich, dass die mehr als 12 Kilometer lange Valther brug das Moor in einem flachen Bogen zwischen Valthe und Ter Haar durchquerte.
Neuere Untersuchungen, insbesondere durch Albert van Giffen (1884–1973), ergaben, dass die Valther brug in der Eisenzeit um 400 v. Chr. erbaut wurde. Im Bourtanger Moor wurden auch mehrere Moorleichen gefunden, darunter der als „Roter Franz“ bekannte Mann von Neu Versen, die Moorleiche von Kibbelgaarn und die Männer von Weerdinge in der Nähe des Moortempels von Barger-Oosterveld.

## Der Bohlenweg LI (Bou)
Karsten vermutete, dass es noch weitere Wege gegeben haben müsse, weil auf der anderen Seite, zwischen dem Westerwoldschen Sandrücken und dem Sandrücken an der Ems weitere sein müssten. Im Jahr 1819 wurde die Auffindung eines neuen Moorweges bekannt. Er beginnt bei Dankern und geht an Rütenbrock vorbei nach Ter Haar. Der Weg verband Ter Haar mit dem vorspringenden festen Sandboden westlich von Dankern in einer leicht gekrümmten Linie. Er lag vier, an einigen Stellen acht bis zehn Fuß unter dem Moor. Laut einem von Alten (aus Oldenburg) ist man bei der 1788 begonnenen Besiedlung des Rütenbrocker Moores schon vor der Aufdeckung in der Drente auf die Pfahlbrücken gestoßen. Damals blieben derartige Funde unbeachtet.
Der Weg bestand aus gespaltenen Bohlen unterschiedlicher Holzart von 2,5 Meter Länge und unterschiedlicher Breite. Sie lagen auf Längshölzern. Eine Bohle, die 1864 in das Museum von Hannover kam, war 1,49 Meter lang und an beiden Enden gelocht. Sie kann als Klammer längs auf dem Rand des Steges gelegen haben. Andere Bohlen, die in Hannover noch vorliegen, scheinen Reste senkrechter Pfosten gewesen zu sein. Ihre unteren Enden waren angespitzt. Sie trugen wahrscheinlich eine Einrichtung, mit der die Bohlenbahn zusammengefasst wurde.

## Der Bohlenweg I (Cl) in der Tinner Dose
Auch östlich der Ems wurden west-ost gerichtete Bohlenwege gefunden. Einer durchquert das Moor zwischen Tinnen und Sprakel an seiner engsten Stelle, wo Zungen festen Bodens in die „Dose“ hineinragen. Die Entdeckung und Erforschung begann im Jahr 1860. Die Jeverländischen Nachrichten berichteten, dass zwischen Tinnen und Sprakel, etwa drei Fuß unter der Mooroberfläche eine 2/3 Meile lange Brücke von eichenen Bohlen gefunden worden sei. Damals hatte man in der Mitte der Tinner Dose eine tiefe Grube ausgehoben, um Brennmaterial für die Eisenbahn zu gewinnen. In der Grube fanden die Arbeiter Teile eines Bohlenweges. Er lag etwa einen Meter unter der Oberfläche, so dass ihn beim Abbrennen von Buchweizen das Feuer nicht erreichte. Man fand 2,5 Meter lange Eichenholzbohlen, die nicht mit der Säge geschnitten waren und in einer ebenen Schicht lagen. Die Bohlen lagen unbefestigt nebeneinander, meistens auf mehreren unteren Längshölzern. Pflöcke wurden nicht beobachtet. Im Jahre 1879 schickte Frye einige Bohlen an das Welfen-Museum in Hannover. Er schloss aus der tiefen Lage auf ein hohes Alter der Brücke, welche seiner Auffassung nach: „auch nur zum Transporte von Wagen, Pferden oder schweren Lasten gedient hat, da bloß für Fußgänger eine solch schwierige Anlage nicht gemacht erscheint“. Diese Auffassung bestätigen die Funde jedoch nicht. Zur wissenschaftlichen Untersuchung mit modernen archäologischen Methoden kam es seit 1958. Die Tieflage des Weges hatte rund 30 Zentimeter abgenommen. Dies scheint auf den Buchweizenbrandbau zurückzugehen, wird aber auch Folge der Trocknung des Moores sein. Der Wegeverlauf wurde mit einer Sonde ermittelt und gekennzeichnet. Sein östliches Ende liegt vor der Sprakeler Düne. In ungefähr gerader Linie führt der Weg zu einer niedrigen Sandkuppe, die aus dem Moor herausragt. Danach folgt ein weiterer kurzer Abschnitt bis zum Fuß des Hengstberges.
Vor der Sprakeler Düne wurden zwei Teilstücke untersucht. Die erste Grabungsfläche lag nur etwa 100 Meter vor dem östlichen Endpunkt des Bohlenweges. Die Deckschicht bestand aus rechteckigen Eichenbohlen. Die Oberseite war auffallend eben. Alle Enden zeigten glatte Hiebe scharfer Werkzeuge. Die Unterseite ließ ungeglättete Spaltrisse erkennen. Man hatte die Hölzer außerordentlich sorgfältig, jedoch ohne Unterbau verlegt. Neben der Südseite des Weges lag ein Graben. Weiter moorwärts wurde eine zweite Grabung durchgeführt. Auch hier bestand der Weg aus Eichenbohlen. Die Bohlen lagen immer noch wie ein Dielenfußboden nebeneinander. Unter den Bohlen war der Torf in 10 Zentimeter Mächtigkeit stark zersetzt und mit Sand vermengt. Dies scheint die aus den Gräben entnommene Masse zu sein, die als Wegedamm gedient haben könnte. Sie genügte eine gewisse Zeit offenbar den Anforderungen und wurde dabei stark zersetzt, durchmischt und mit Sand angereichert. Sie findet sich direkt unter den Bohlen, die zur Befestigung der Fahrbahn dienten. Immerhin war die aufgeschichtete Erde so tragfähig, dass ein Unterbau aus Längshölzern fehlt. Dieser Weg wurde erneut im Jahr 1964 untersucht, und zwar an fünf Stellen. Es gelang der Nachweis des Bohlenweges in seinem Westende, zwischen dem Fuß des Hengstberges und der aufragenden Sandkuppe, auf der er als Sandweg weitergeführt wurde.